# Crane (Indiana)
Pour les articles homonymes, voir Crane.
Crane est une municipalité américaine située dans le comté de Martin en Indiana.

## Géographie
Selon le Bureau du recensement des États-Unis, la municipalité s'étend en 2010 sur une superficie de 0,12 mille carré (0,31 km2).

## Histoire
En 1940, une usine de munitions est fondée à proximité de Burns City,. Le site, sauvage et inhabité, est alors pressenti pour former un parc d'État autour de la White River. Le dépôt est renommé en 1943 en l'honneur de William Montgomery Crane, chef du Bureau of Ordnance ; jusque 10 000 personnes y travailleront pendant la Seconde Guerre mondiale.

## Démographie
Lors du recensement de 2010, Crane compte 184 habitants.